# Train, Kelheim
Train là một đô thị thuộc huyện Kelheim trong bang Bayern, Đức.